# Транспорт в Китайской Республике
Транспорт в Китайской Республике начал развиваться в конце 1940-х годов. Строительство в республике аэропортов, дорог и ж/д путей ощутимо увеличило занятость населения.

## Автомобильные дороги

Нумерация национальных автострад

Общая длина автомобильных дорог Тайваня составляет 41475 км (2009 год). Скоростные автомагистрали национального уровня обладают большой пропускной способностью.
- Общая длина: 38 197 км (2005 г.)
- Национальные автомагистрали: 901 км
- Провинциальные автомагистрали: 4 680 км
- Автомагистрали: 20 947 км
- Городские дороги: 16 395 км

## Железнодорожный транспорт

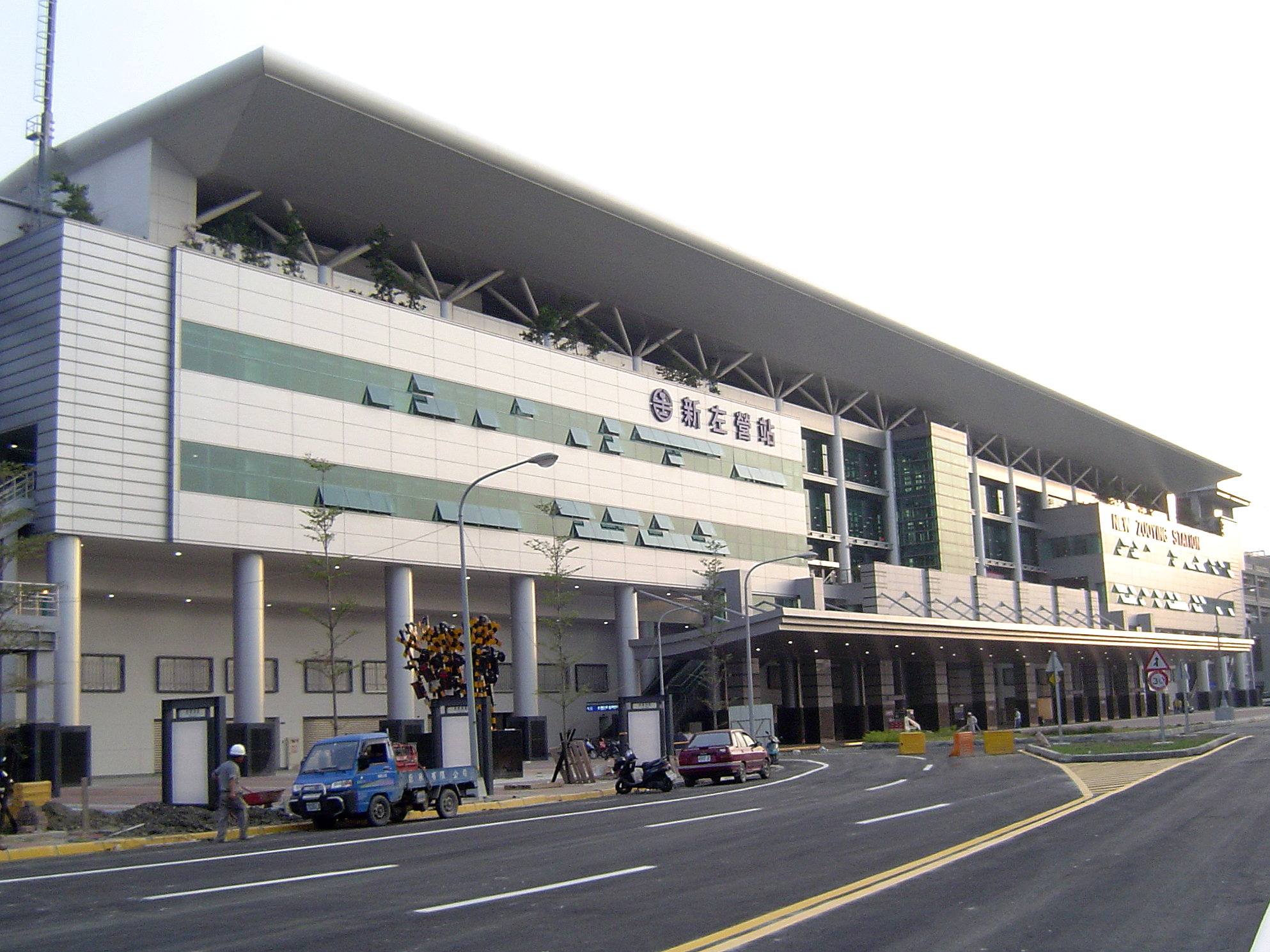
Вокзал Цзоин в городе Гаосюн

На Тайване весьма разветвлённая сеть железных дорог, общая длина которых составляет 1580 км (2009 год). При этом в 1950-е протяжённость сети была около 3500 км, в том числе порядка 2 тыс. км дорог узкой колеи. Сокращение железнодорожного полотна на Тайване связано с закрытием почти всех узкоколейных линий.
Высокая плотность населения делает железнодорожный транспорт востребованным, особенно в западных районах острова. В 2011 году железнодорожными системами страны пользовались более 863,4 миллионов пассажиров, что в среднем составляет около 2,36 млн пассажиров в день. Все стандартные железные дороги страны управляются Администрацией тайваньских железных дорог. Система включает в себя 4 основных линии, образующих замкнутый контур вокруг острова и 3 небольших дополнительных ответвления. Большая часть дорог электрифицирована, ширина колеи 1067 мм. Первая ветка была построена в 1891 году, во времена династии Цин.

### TRA

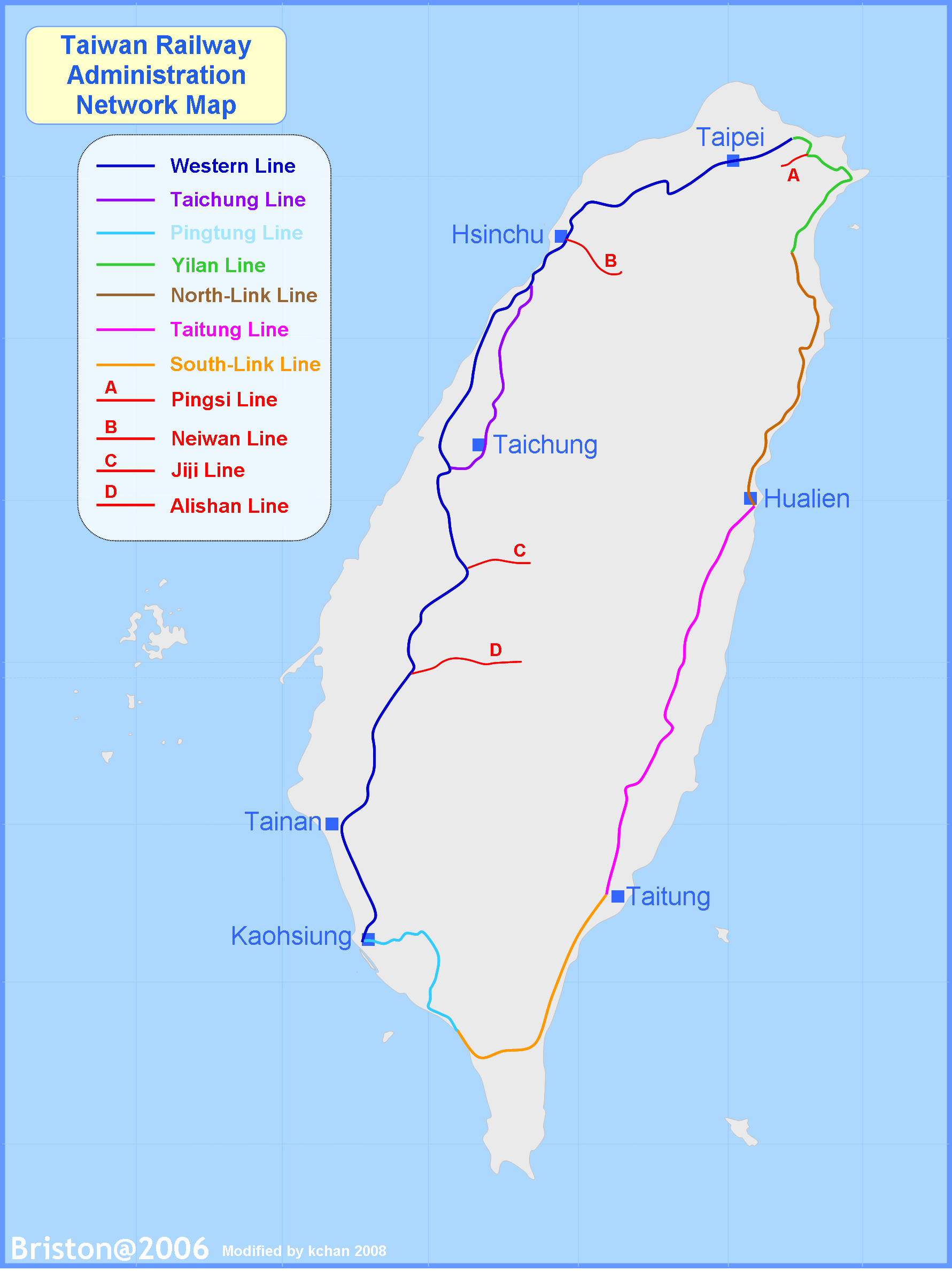
Карта сети дорог TRA

Все стандартные железные дороги страны (1097 км), управляются Администрацией тайваньских железных дорог (кит.трад. 臺灣鐵路管理局, сокр. TRA). Система включает в себя 4 основных линии, образующих замкнутый контур вокруг острова и 3 небольших дополнительных ответвления. Большая часть дорог электрифицирована, ширина колеи 1067 мм. Первая ветка была построена в 1891 г., во времена династии Цин.
Основные линии:

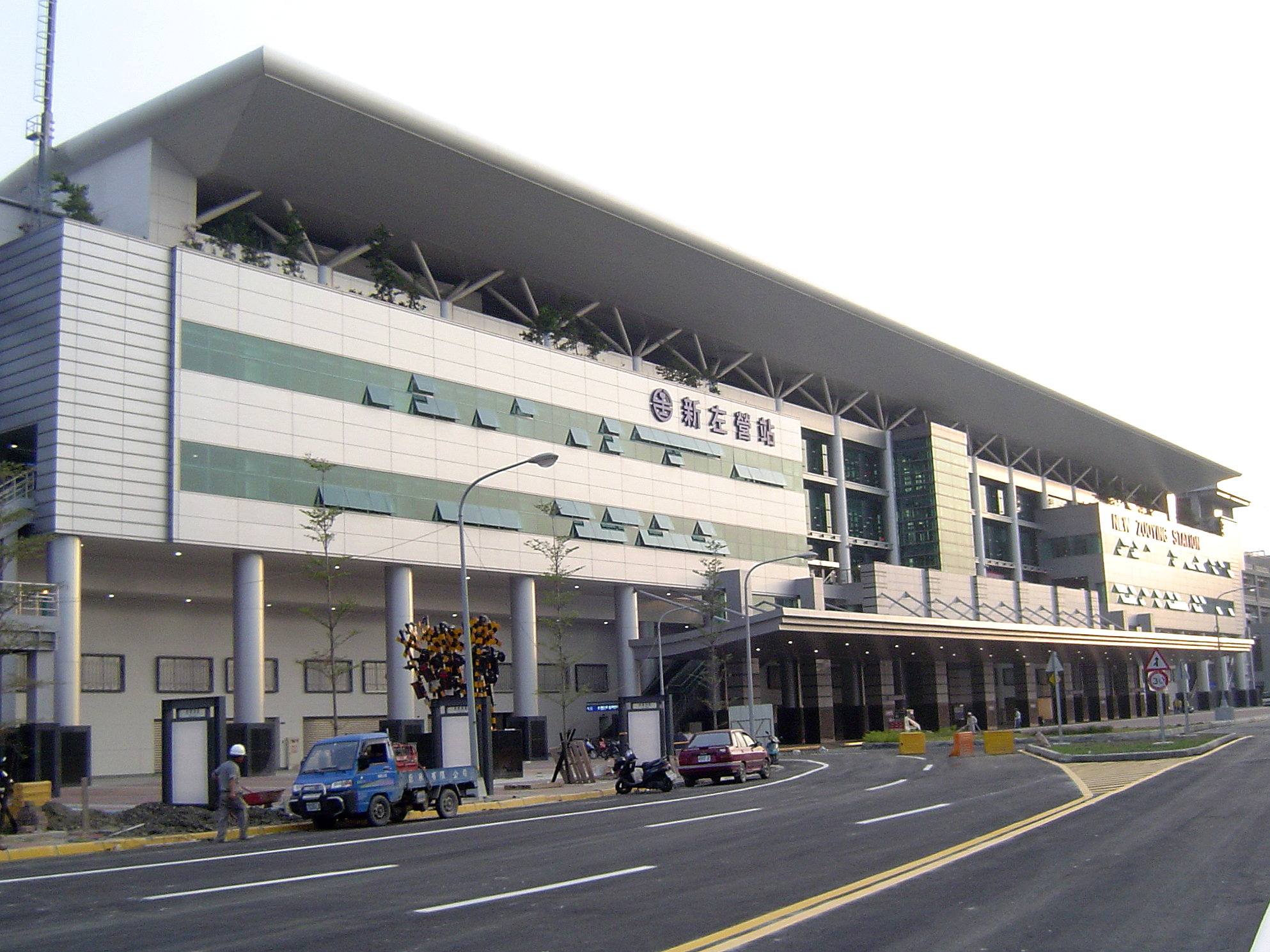
Вокзал Цзоин в городе Гаосюн

- Западная линия (西部幹線): Цзилун — Гаосюн
  - Тайчжунская линия (台中線): также известна как Горная линия
  - Прибрежная линия (海岸線)
  - Пиндунская линия (屏東線): Гаосюн — Фынган
- Восточная линия:
  - Иланьская линия (宜蘭線): Баду — Суао
  - Тайдунская линия (花東線): Хуалянь — Тайдун
  - Линия Северное звено (北迴線): уезд Илань — Хуалянь
  - Линия Южное звено (南迴線): Фынган — Тайдун

### Тайваньская высокоскоростная железная дорога
Высокоскоростная железнодорожная система (THSR), проходит вдоль западного побережья острова, соединяет Тайбэй и Гаосюн. Длина линии — 345 км.

### Метрополитен

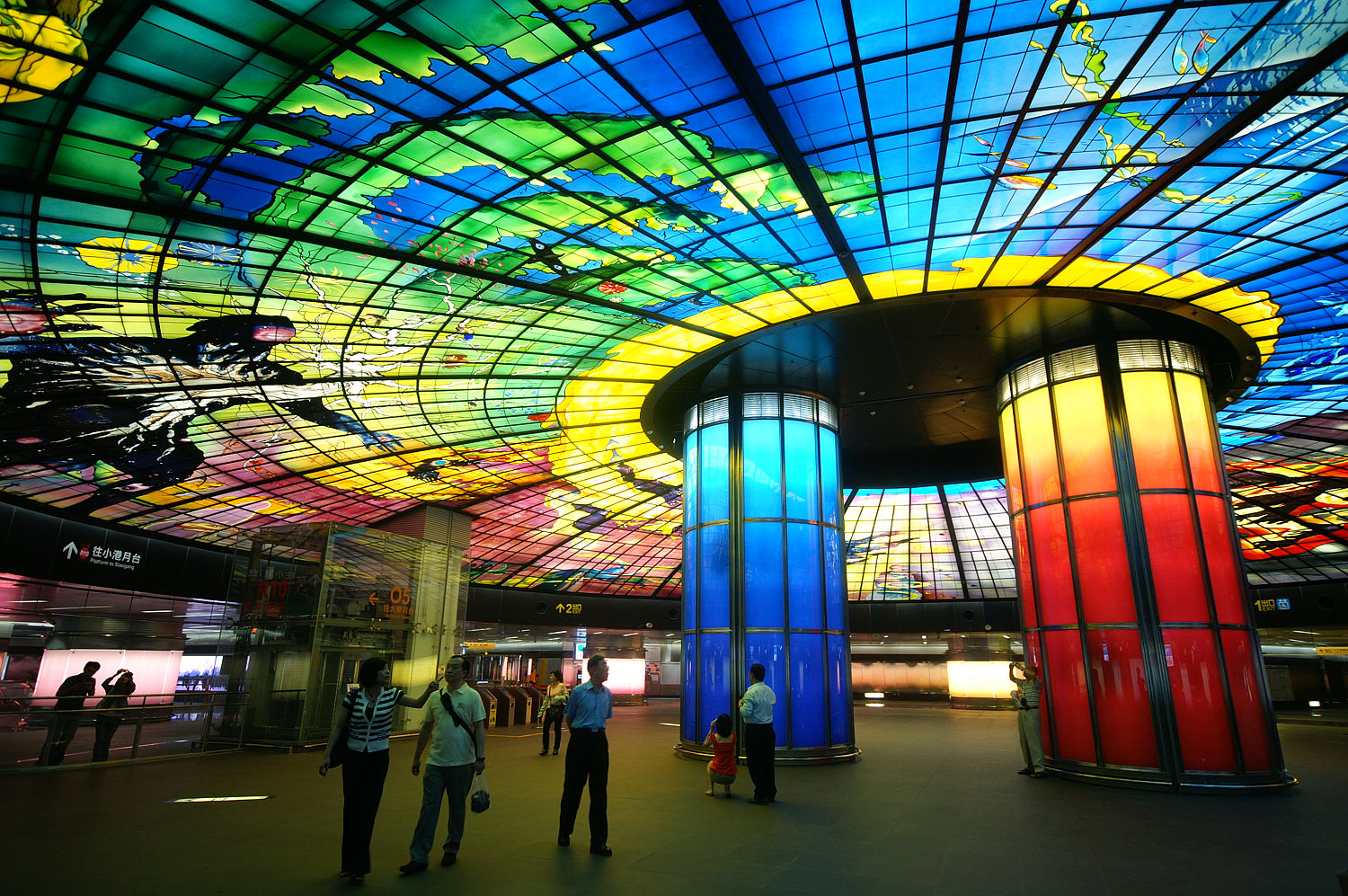
Станция Бульвар Формоза Гаосюнского метро

Метрополитен на данный момент имеется в двух городах Тайваня: Тайбэй и Гаосюн. Ведётся строительство метрополитена в городах Таоюань и Тайчжун.

## Авиация
Всего на Тайване построено 40 аэропортов, шесть из которых имеют длину ВПП более 3047 м. Самым загруженным является международный аэропорт Тайвань-Таоюань, в 2012 году через него прошло более 27,8 млн пассажиров. По состоянию на 2012 год, построено 32 вертодрома.
- Международный аэропорт Тайвань Таоюань (TPE/RCTP)
- Суншань (Тайбэй) (TSA/RCSS)
- Цзяи (Цзяи, две ВПП)
- Хуалянь (Хуалянь)
- Kaohsiung International Airport
- Lanyu Airport
- Pingtung Airport
- Qimei Airport
- Taichung Airport
- Tainan Airport
- Taitung Airport

## Порты
Главные морские порты страны: Хуалянь, Гаосюн, Цзилун, Тайчжун. Второй является наибольшим в стране, его пропускная способность составляет приблизительно 10 млн двадцатифутовых эквивалентов.
- Главные порты: Хуалянь, Гаосюн, Цзилун, Тайчжун
- Другие порты: Анпинг, Суао, Тайбэй
- Внутренние порты: Будай, Магун